# Aermacchi
Aermacchi va ser un fabricant italià d'aeronaus (i, durant uns anys a partir de la fi de Segona Guerra Mundial, de motocicletes i motocarros) amb seu a Varese, Llombardia. Fundada pels germans Macchi el 1912, el juliol de 2003 Aermacchi es va integrar com a Alenia Aermacchi al Grup Finmeccanica (actualment anomenat Leonardo), el qual va augmentar el seu accionariat al 99%.

## Història
Inicialment coneguda com a Fratelli Macchi, l'empresa va ser fundada pels germans Giulio i Agostino Macchi a Varese a la segona meitat del segle xix per a construir carruatges. El 19 de juny de 1905, els seus fills Giovanni, Giuseppe, Enrico i Giulio Macchi van constituir la Società Anonima Fratelli Macchi - Carrozzeria, Automobili e Ruotificio, tot redirigint el negoci als automòbils.
A l'octubre de 1912, acabada la guerra italoturca, el Ministeri de defensa italià va presentar un concurs per la fabricació d'aeronaus militars i Giulio Macchi va fundar, en coalició amb la Societe Anonyme des Etablissements Nieuport, la Società Anonima Nieuport-Macchi per a construir monoplans Nieuport sota llicència per a l'exèrcit italià. Amb una fàbrica localitzada a Schiranna, una frazione de Varese situada a la riba del llac, l'empresa va fabricar inicialment una sèrie de dissenys de Nieuport, així com hidroavions. Posteriorment, l'empresa es va especialitzar en avions d'entrenament civils i militars.
A banda d'aeronaus, Aermacchi va començar a produir motocicletes després de la Segona Guerra Mundial. El 1960, Harley-Davidson va adquirir el 50% de la divisió de motocicletes d'Aermacchi i el 1974, l'empresa americana en va comprar la resta d'accions. Harley-Davidson va continuar fabricant les motocicletes a Varese fins que, el 1978, li va vendre tot el negoci a Cagiva.

## Llista d'aeronaus

### Primera Guerra Mundial
- Macchi L.1 – Hidrocanoa de reconeixement (còpia de Lohner-Werke)
- Macchi L.2 – Hidrocanoa biplaça (còpia de Lohner-Werke)
- Nieuport-Macchi N.VI – Monoplà de reconeixement (construït sota llicència amb algunes modificacions)
- Nieuport-Macchi Para-sol – Monoplà de reconeixement (desenvolupat a partir del Nieuport VI)
- Nieuport-Macchi N.10 – Avió de caça/reconeixement sesquiplà (desenvolupat a partir del Nieuport 10 amb modificacions)
- Nieuport-Macchi N.11 – Avió de caça sesquiplà (desenvolupat a partir del Nieuport 11 amb modificacions)
- Nieuport-Macchi N.17 – Avió de caça sesquiplà (desenvolupat a partir del Nieuport 17 amb modificacions)
- Macchi M.3 – Hidrocanoa biplà (1916)
- Macchi M.5 – Caça hidrocanoa (1917)
- Macchi M.6 – Prototipus de caça hidrocanoa (1917)
- Macchi M.7 – Caça hidrocanoa (1918)
- Macchi M.8 – Avió de reconeixement/bombarder hidrocanoa (1917)
- Macchi M.9 – Bombarder hidrocanoa (1918)
- Macchi M.12 – Bombarder hidrocanoa (1918)
- Macchi M.14 – Caça sesquiplà (1918)

### Període d'entreguerres

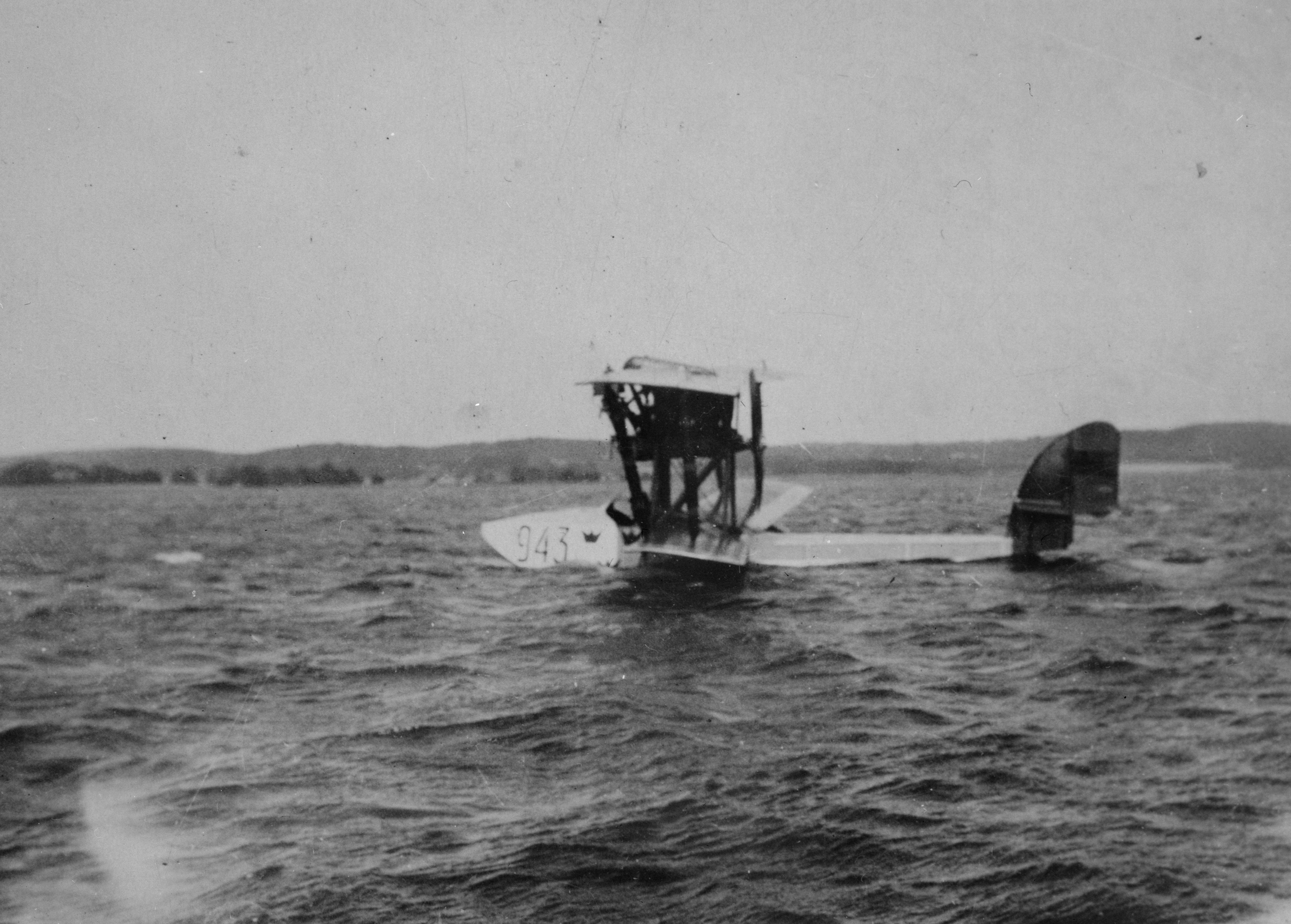
Hidroavió Macchi M.7 de 1923

- Nieuport-Macchi N.29 – Caça biplà (Nieuport-Delage NiD.29 construït sota llicència)
- Macchi M.7bis – Hidroavió dissenyat per a participar en el Trofeu Schneider (1920)
- Macchi M.15 – Bombarder, avió de reconeixement i avió d'entrenament (1922)
- Macchi M.16 – Aeronau esportiva (1919)
- Macchi M.17bis – Hidroavió dissenyat per a participar en el Trofeu Schneider (1922)
- Macchi M.18 – Hidrocanoa de passatgers, bombarder i de reconeixement
- Macchi M.19 – Hidroavió dissenyat per a participar en el Trofeu Schneider (1920)
- Macchi M7ter – Caça hidrocanoa, redisseny important del M.7 (1923)
- Macchi M.24 – Bombarder hidrocanoa (1924)
- Macchi M.26 – Prototipus de caça hidrocanoa (1924)
- Macchi M.33 – Hidroavió dissenyat per a participar en el Trofeu Schneider (1925)
- Macchi M.39 – Hidroavió dissenyat per a participar en el Trofeu Schneider (1926)
- Macchi M.40 – Hidroavió de reconeixement (1928)
- Macchi M.41 – Caça hidrocanoa (1927)
- Macchi M.52 –Hidroavió dissenyat per a participar en el Trofeu Schneider (1927)
- Macchi M.52R –Hidroavió dissenyat per a participar en el Trofeu Schneider (1929)
- Macchi M.53 – Hidroavió de reconeixement (1929)
- Macchi M.67 –Hidroavió dissenyat per a participar en el Trofeu Schneider (1929)
- Macchi M.70 – Hidroavió/avió lleuger biplà (ca. 1929)
- Macchi M.71 – Caça hidrocanoa (1930)
- Macchi M.C.72 –Hidroavió dissenyat per a participar en el Trofeu Schneider (1931)
- Macchi M.C.94 – Hidrocanoa de passatgers (1935)
- Macchi M.C.100 – Hidrocanoa de passatgers (1939)
- Macchi M.C.200 Saetta – Caça (1939)

### Segona Guerra Mundial
- Macchi M.C.202 Folgore – Caça (1941)
- Macchi M.C.205 Veltro – Caça (1942)

### Després de la Segona Guerra Mundial
- Macchi M.B.308 – Avió utilitari (1948)
- Macchi M.B.320 – Avió utilitari (1949)
- Macchi M.B.323 – Avió d'entrenament (1952)
- Aermacchi MB-326 – Avió d'entrenament i d'atac lleuger (1957)
- Aermacchi AL-60 – Avió utilitari (1959)
- Aermacchi SF.260 – Avió d'acrobàcies i d'entrenament militar (1964)
- Aermacchi MB-335 – designació inicial de l'AM.3
- Aermacchi AM.3 – Avió utilitari militar (1967)
- Aermacchi MB-338 – Avió d'entrenament (principis dels 1970s)
- Aermacchi MB-340 – Avió d'atac lleuger (principis dels 1970s)
- Aermacchi MB-339 – Avió d'entrenament (1976)
- Aermacchi S-211 – Avió d'entrenament (1981)
- Aermacchi M-290 RediGO – Avió d'entrenament (1985)
- Alenia Aermacchi M-346 Master - Avió d'entrenament (2004)
- Alenia Aermacchi M-311 – Avió d'entrenament (2005)

## Motocicletes

### Història

#### La postguerra

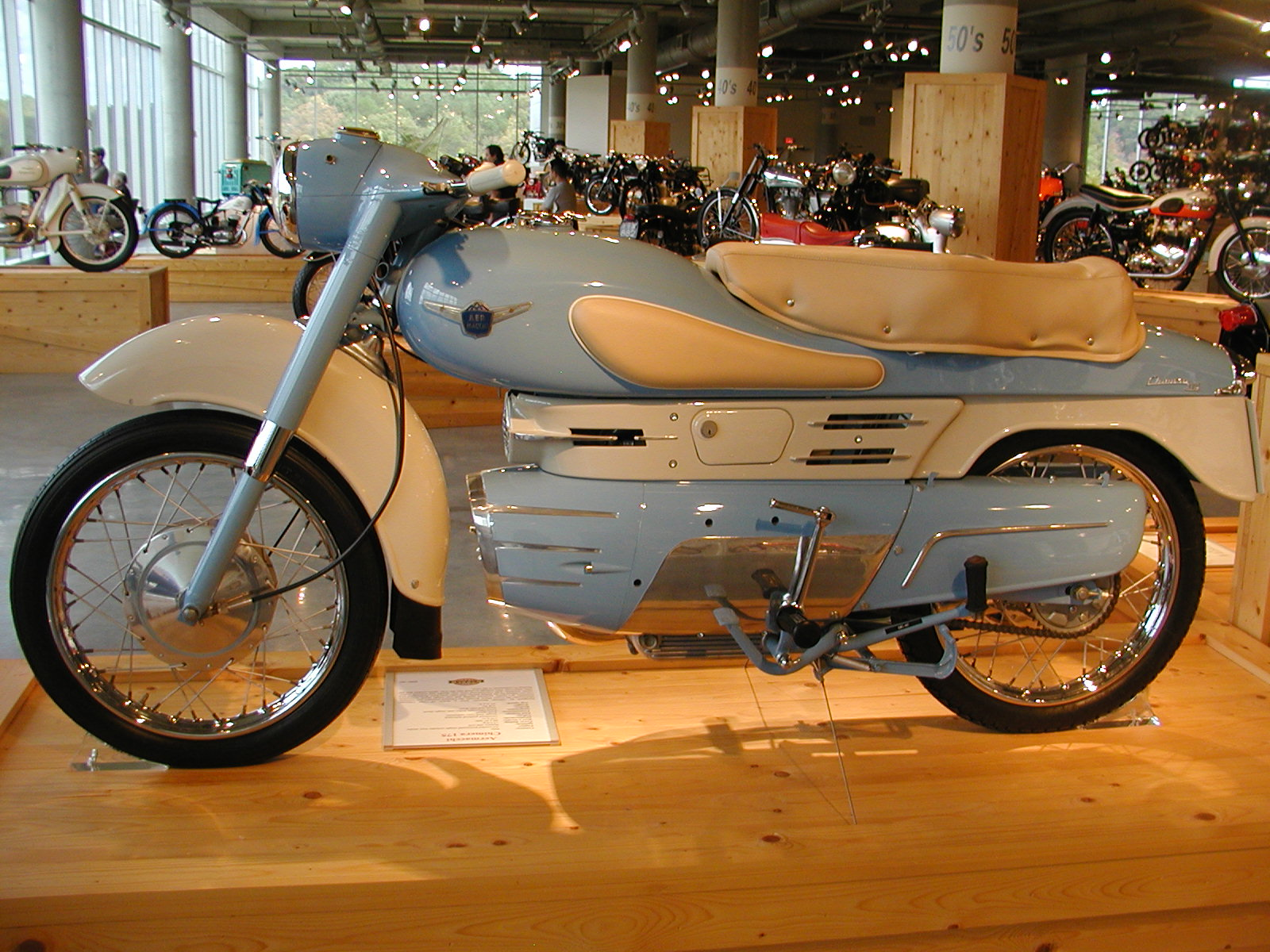
Una Aermacchi Chimera 175 de 1956 al museu Barber Vintage

A partir del 1945, Aermacchi va entrar al sector de la motocicleta. Inicialment, la producció industrial de vehicles de la marca es va centrar en el motocarro Macchi MB1 i l'escúter Macchi 125 N, amb les seves derivacions. El 1955 es va presentar la Chimera, una motocicleta gairebé futurista per a l'època, en què es presentaven solucions aerodinàmiques d'avantguarda. Juntament amb aquestes innovacions es va marcar també la transició del motor de dos temps que equipaven els primers models al de quatre temps que equipava aquest darrer. Una altra característica de la Chimera era la presència, a la part posterior, d'un únic amortidor, una solució inèdita en aquella època que va esdevenir habitual només uns anys més tard.
Encara a la segona meitat de la dècada del 1950, l'empresa de Schiranna es va dedicar al disseny i construcció de motocicletes destinades a aconseguir rècords de velocitat, una activitat molt popular en aquella època que actuava com a caixa de ressonància. Encara avui, Aermacchi conserva el rècord de velocitat per a motocicletes de 75 cc, aconseguit el 1955 per Massimo Pasolini amb la LinTo-Aermacchi Record en un tram de l'autopista A8 (l'Autostrada dei Laghi).
Del projecte de la Chimera en va sorgir també la primera sèrie de models que portaven el nom d'"Ala": Ala Rossa, Ala Bianca (ambdós de 175 cc), Ala Azzurra, Ala Verde (de 250 cc). A la part superior de la gamma, pel seu rendiment, hi havia l'Ala d'Oro (de 175 i 250 cc, més tard també de 350cc), la qual es va fer servir, amb pocs canvis en comparació amb la versió de producció, en diverses competicions de motociclisme de l'època (mundial de velocitat inclòs) amb pilots del calibre de Renzo Pasolini, Alberto Pagani, Gilberto Milani i Giuseppe Visenzi.

#### La relació amb Harley-Davidson
El 1960 fou una data important en la història de les motocicletes Aermacchi, en primer lloc per la separació de l'empresa matriu del departament i, després, per la constitució d'una empresa conjunta situada a Itàlia amb una de les marques més conegudes del món, Harley-Davidson. Aquesta forma de col·laboració continuà fins al 1972.

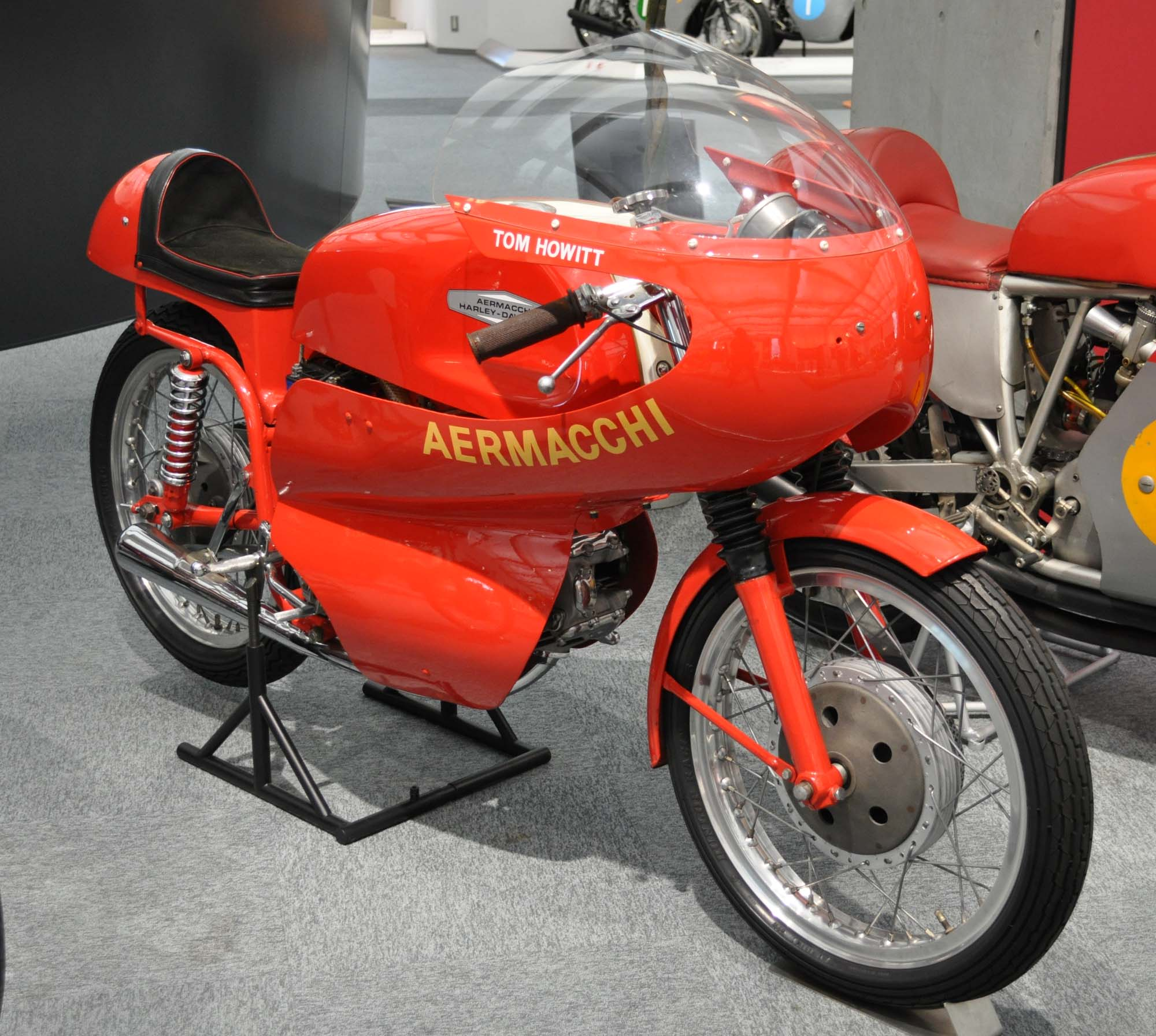
Aermacchi Harley-Davidson Ala d'Oro de 1965

L'Aermacchi Harley-Davidson S.p.A., amb seu social a Milà i instal·lacions de producció a Varese, es destinava a promoure la venda de models italians de petita cilindrada als Estats Units d'Amèrica, juntament amb la producció de grans cilindrades que sempre han estat el vaixell insígnia de la casa de Milwaukee. Tots els models en producció tenien més o menys les mateixes característiques tècniques generals: motor monocilíndric horitzontal de quatre temps amb distribució de varetes i balancins, caixa de canvis de 4 velocitats (tret de l'"Ala Verde", que fou la primera motocicleta de producció amb canvi de 5 velocitats), bastidor tubular de bressol simple, forquilla frontal telescòpica i basculant posterior amb dos amortidors. L'excepció en foren els diversos models d'escúter, que partir del Brezza s'havien adaptat al tipus de rodes petites popularitzat per la Vespa i la Lambretta, i els motocarros que es van continuar produint amb el logotip Aermacchi.
El 1968, Aermacchi va retornar momentàniament als motors de dos temps amb l'Aletta 125, la qual obtingué èxit comercial (sobretot a Amèrica) i esportiu (l'Aletta Oro participà al mundial de 125cc). El 1969 es va presentar una motocicleta completament nova, la 350 GTS, amb línies modernes, que va ser la inspiració per a molts altres models posteriors, fins i tot en les cilindrades més petites. Entre els canvis estètics més sorprenents en comparació amb el passat hi havia la presència d'un manillar més alt i un dipòsit de llàgrima.
El decenni 1960-1970 també va suposar la implicació de la companyia en les curses de motociclisme, tant de regularitat com de velocitat. Entre els pilots que van debutar amb la casa de Schiranna, un dels més famosos va ser Renzo Pasolini el 1962.
El començament de la dècada del 1970 va ser una altra de les dates clau per a les activitats motociclistes d'Aermacchi. Al mateix temps, va haver-hi un període de forta tensió al mercat de la motocicleta a Europa amb l'entrada dels fabricants japonesos i, d'altra banda, un període de forta crisi dins de Harley-Davidson, la qual va haver de fer front a diversos canvis de propietat.

#### La retirada de l'empresa matriu

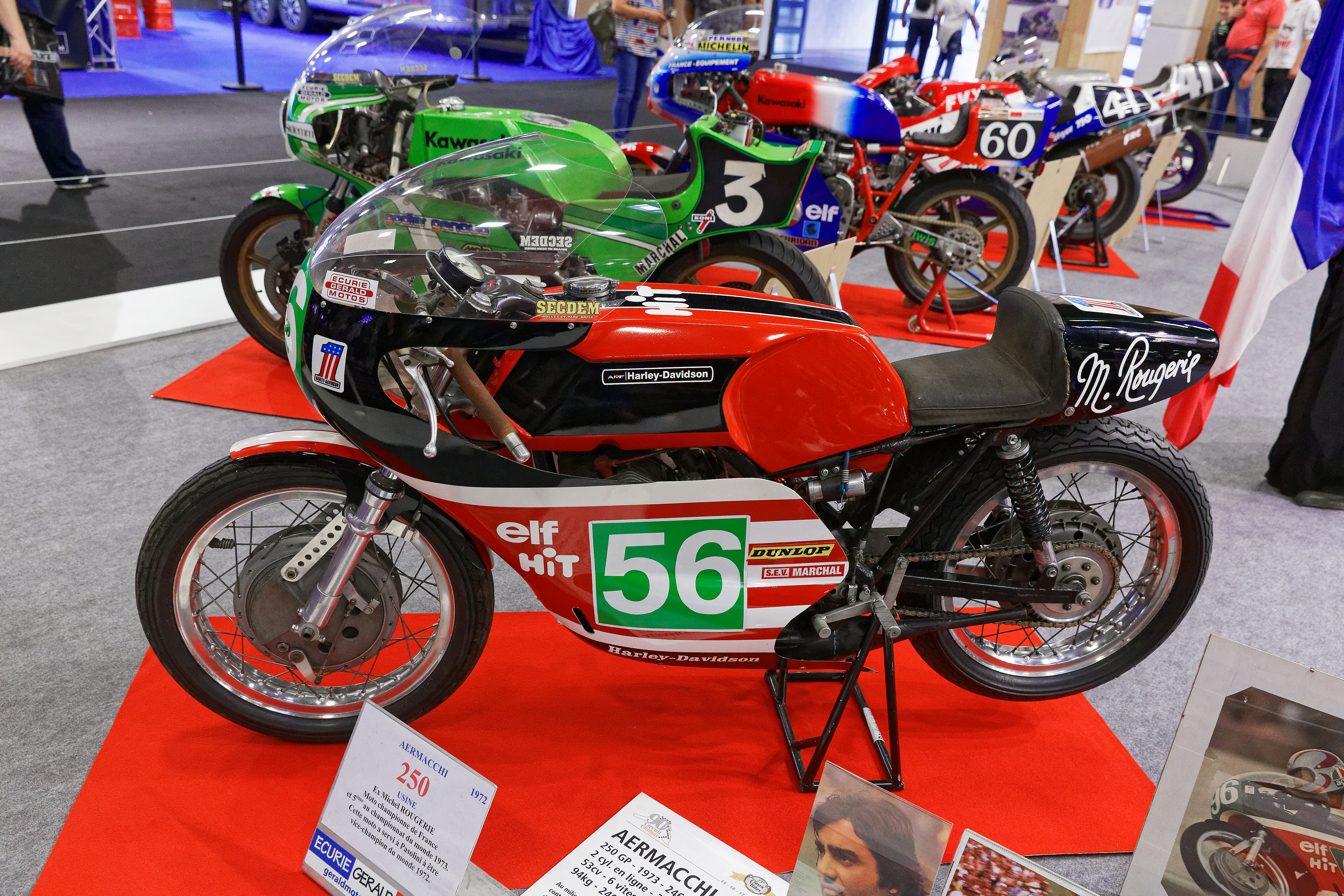
L'AMF Harley-Davidson 250 de Michel Rougerie

Aquesta crisi de mercat, combinada amb l'expansió de comandes al sector aeronàutic, va provocar que l'empresa matriu decidís desvincular-se del sector de la motocicleta i el resultat va ser la completa sortida del sector per part d'Aermacchi i la separació de l'acord amb l'empresa nord-americana, que el 1972 es va convertir en l'única propietària de la fàbrica de Schiranna. L'activitat en aquest camp va continuar amb una nova empresa, l'AMF-Harley-Davidson (d'"American Machinery Foundry", l'aleshores propietària de Harley-Davidson), destinada a una vida curta, ja que el 1978 AMF-HD decidí d'aturar la seva producció a Itàlia i posar en liquidació l'empresa.
A la tardor d'aquell mateix any, 1978, els germans Claudio i Gianfranco Castiglioni van donar vida a Cagiva tot comprant la fàbrica de Schiranna i garantint així un futur per als seus treballadors.

### Competició
Després de la inversió inicial de Harley-Davidson, Aermacchi va començar a competir als Grans Premis amb una Ala d'Oro de 250cc de producció preparada per a competició. Els primers resultats van ser variats, però al llarg dels anys de desenvolupament de la motocicleta, l'equip va obtenir èxits com ara el tercer lloc al mundial de 350cc de 1966 amb Renzo Pasolini i el tercer de nou el 1968 amb Kel Carruthers. L'any següent, Carruthers va competir amb l'Aermacchi al TT de l'illa de Man.
Una nova era va començar el 1971 amb el desenvolupament de les bicilíndriques de dos temps de 250cc i 350cc, dissenyades a Aermacchi pel seu enginyer en cap William Soncini. La primera 250cc era molt ràpida, amb 46 CV a 11.000 rpm i només 113 kg. Després que Harley-Davidson va adquirir el 100% d'Aermacchi el 1972, els americans van finançar el desenvolupament de motos de Gran Premi a la fàbrica d'Aermacchi i les motos van ser etiquetades amb el nom "Harley-Davidson" als dipòsits de combustible. Aquestes bicilíndriques de dos temps van proporcionar a Harley-Davidson les seves úniques victòries en Gran Premi i quatre Campionats del Món: el de 250cc els anys 1974, 1975 i 1976 i el de 350cc el 1976, tots ells guanyats per Walter Villa.

### Models produïts
La següent és només una llista parcial.
| Model                  | Tipus                                       | Anys      |
| ---------------------- | ------------------------------------------- | --------- |
| Macchitre MB1          | motocarro                                   | 1945-1954 |
| Macchi 125 N           | escúter de rodes altes                      | 1951-1953 |
| Monsone                | motocicleta                                 | 1952-1954 |
| Bicilindrica 250       | motocicleta                                 | 1952-1954 |
| 125 U Ghibli           | escúter de rodes altes                      | 1953-1955 |
| Cavaliere              | motocarro                                   | 1954-1955 |
| Diesel                 | motocarro                                   | 1954-1964 |
| Aermacchino            | motocarro                                   | 1954      |
| LinTo-Aermacchi Record | motocicleta de rècord de velocitat          | 1955      |
| Zeffiro 125/150        | escúter de rodes altes                      | 1955-1960 |
| Corsaro 150            | prototip de motocicleta no produït en sèrie | 1955      |
| Chimera 175            | motocicleta                                 | 1956-1961 |
| Ala Bianca 175         | motocicleta                                 | 1957-1964 |
| Ala Rossa 175          | motocicleta                                 | 1957-1964 |
| Chimera 250            | motocicleta                                 | 1958-1964 |
| Ala Azzurra 250        | motocicleta                                 | 1959-1967 |
| Ala Verde 250          | motocicleta                                 | 1959-1972 |
| Ala d’Oro              | motocicleta de competició                   | 1961-1972 |
| Wisconsin 250          | motocicleta                                 | 1961-1967 |
| Brezza 150             | escúter                                     | 1963-1964 |
| Zeffiretto             | ciclomotor                                  | 1964-1972 |
| ND3                    | motocarro                                   | 1964-1971 |
| Ala Blu 250            | motocicleta                                 | 1967-1972 |
| Aletta Turismo 125     | motocicleta                                 | 1968-1971 |
| Aletta Scrambler 125   | motocicleta                                 | 1968-1971 |
| 350 GT Sprint          | motocicleta                                 | 1970-1972 |
| Baja                   | motocicleta                                 | 1970-1972 |
| 125 R/C                | motocicleta                                 | 1971-1974 |
| 350 TV                 | motocicleta                                 | 1971-1972 |
| 125 De Luxe            | motocicleta                                 | 1972-1973 |
| SX 350                 | motocicleta                                 | 1972-1973 |